# Paul Bernardo e Karla Homolka
Paul Kenneth Bernardo (Toronto, 27 agosto 1964) e Karla Leanne Homolka (Port Credit, 4 maggio 1970) noti anche come "Barbie & Ken", sono una coppia di assassini seriali canadesi; uniti da una relazione coniugale, sono responsabili di tre omicidi e di numerosi stupri, avvenuti nel corso degli anni ottanta e primi anni novanta.

## Gli sposi killer

### Paul Bernardo
Paul Bernardo nacque a Toronto nel 1964, dopo il matrimonio combinato dei suoi genitori; aveva anche una sorella. Suo padre, Kenneth Bernardo, era un uomo violento che picchiava la moglie Marilyn, la tradiva con altre donne e commetteva molestie sessuali ed atti di persecuzione a danni di minorenni, arrivando persino a stuprare la figlia. In seguito ad una discussione, Marilyn tornò dai suoi e rincontrò il padre biologico di Paul. Nonostante tutto questo, Paul crebbe come un ragazzo brillante, iniziando a studiare Scienze economiche e contabilità. La madre, che non sopportava più il marito, cadde in depressione e diventò obesa.
Bernardo era in realtà un figlio illegittimo che la madre concepì quando era con il suo primo fidanzato; la madre svelò il fatto al figlio quando aveva 16 anni, nel 1980; da questo momento in poi, Paul nutrì un odio atroce verso di lei, arrivando a litigarci e ad insultarla in modo molto pesante; lei lo ricambiava. Bernardo divenne poi ossessionato dalla sessualità e iniziò a collezionare materiale pornografico; successivamente si mise a spiare le ragazze che si spogliavano e infine passò agli stupri; tra una violenza e l'altra, contrabbandava sigarette.
Gli stupri iniziarono dal 4 maggio 1987: era solito appostarsi nei pressi delle fermate del bus di sera; aspettava che si avvicinassero delle ragazze e, al momento propizio, le assaliva e le costringeva ad un rapporto orale o anale; in un'occasione, arrivò quasi a strangolare una vittima. Le ragazze avevano dai 15 ai 22 anni. Alla fine del percorso scolastico, si laureò alla University of Toronto a Scarborough nel 1987. Trovò un lavoro come contabile in una banca; il 17 ottobre dello stesso anno conobbe Karla Homolka in un ristorante a Scarborough.

### Karla Homolka
Karla Leanne Homolka nacque il 4 maggio 1970, prima di tre figli di una famiglia normale (il padre era un rappresentante di oggetti di arredamento ed aveva un carattere molto amorevole e la madre era una donna autorevole e sicura); il cognome lo ereditò dalla madre di origine ceca. Crebbe in modo regolare e imparò ben presto a parlare, camminare e leggere; ereditò dal padre l'asma. Nel marzo 1971 nacque la sorella Lori e il 1º gennaio 1975 la sorella Tammy.
La sua famiglia si stabilì ufficialmente nel 1978 a St. Catharines. Da ragazza, Karla aveva un'intelligenza molto elevata, tant'è che da piccola sapeva fare molte più cose dei suoi coetanei; amava i libri e coltivava la passione per gli animali. Era una bella ragazza, bionda e attraente, ma crescendo diventò testarda e aggressiva, ed incominciò ad avere frequentemente rapporti sessuali.
Da adolescente divenne un'appassionata di lettura e il suo genere preferito era l'occulto; aveva anche altre passioni, tra cui la musica e il canto. Ogni tanto ebbe dei problemi a relazionarsi con i fidanzati: ci litigava e cadeva in depressione, sviluppando tendenze suicide. Comunque questi problemi a relazionarsi non erano assolutamente gravi. Iniziò a lavorare part-time in un negozio/clinica di animali vicino ad un centro commerciale.
Il 17 ottobre 1987, a 17 anni, conobbe Paul Bernardo in un ristorante a Scarborough. Quando Bernardo entrò a far parte della vita della famiglia di Karla, la sorella Tammy, di 12 anni, prese subito in simpatia il giovane. Era molto affezionata a lui, da quanto si può vedere dalle videocassette girate dai familiari di Karla.

## Amore e morte

### Problemi coniugali
Paul e Karla si innamorarono subito; in particolare, Karla era rimasta rapita dalla sua bellezza e dalla sua eleganza; divenne ossessionata da lui e ne parlò molto bene alla sua famiglia. Nei giorni a venire, Paul si intrattenne in alcuni giochi erotici sadici con Karla: lei avrebbe dovuto fingere di essere la vittima di uno stupratore; Paul l'avrebbe ammanettata e violentata, nonostante le sue preghiere.
Continuò anche a fare lo stupratore seriale; nel 1988 contava 13 violenze sessuali ai danni di ragazze. Karla sapeva dei suoi soprusi, ma taceva; preferì restargli accanto, non lo voleva lasciare o denunciare. Paul iniziò anche a stuprare Karla; la prima volta fu nel 1988; si pentì di averlo fatto e, in lacrime, le disse che gli dispiaceva e che non l'avrebbe più fatto. Dall'anno successivo ricominciò con più violenza.
Tra uno stupro e l'altro, le tolse la verginità prima del matrimonio; da quel momento lui si sentì in diritto di “esigere un risarcimento morale”; decise quindi di prendersi anche la verginità di Tammy Lyn Homolka (1º gennaio 1975 - 24 dicembre 1990), la sorella minore di Karla, stuprandola. Lui riferì l'idea alla promessa sposa, che non si ribellò alla proposta. La verginità di Tammy gli sarebbe dovuta essere data come “regalo di Natale”. Karla iniziò a progettare lo stupro e rubò dei sedativi dalla clinica per animali; per testarne l'efficacia, li provò sugli animali e ne vide gli effetti. Poi si esercitò ad usare una fotocamera, che sarebbe servita nell'operazione.

### Il primo omicidio
La sera del 23 dicembre 1990, circa sei mesi prima di sposarsi, Tammy fu invitata a cena a casa di Paul e Karla; l'alotano, un potente sedativo, era stato mescolato con il cibo e con il bere; lei, mangiandolo, lo assunse e si addormentò sul divano poco dopo. Mentre Karla le teneva uno straccio imbevuto di altro anestetico sul viso, Paul iniziò a praticarle del sesso anale e vaginale (il tutto mentre i familiari di Karla dormivano), il tutto corredato da alcune fotografie. Improvvisamente (mentre Karla aveva un rapporto sessuale violento con Paul) Tammy si mise a vomitare, forse per overdose da medicinale, e incominciò a soffocarsi con il proprio vomito: la bile le aveva tappato la gola fino a non farla più respirare; probabilmente la testa era completamente sdraiata, e questa posizione non le avrebbe fatto espellere il vomito. Karla provò a girarle la testa, ma fu tutto inutile.
I due chiamarono subito il 911 e camuffarono la morte come un incidente. Tammy venne caricata su un'ambulanza e portata nel St. Catharine General Hospital, dove i medici provarono a rianimarla, ma fu dichiarata morta alcune ore dopo, verso le 2 della vigilia di Natale, soli 8 giorni prima di compiere 16 anni. I genitori di Karla, già sconvolti dalla morte della figlia, non sospettarono minimamente che potesse essere colpa dei due ragazzi, come anche non dubitarono gli inquirenti; il caso verrà in seguito archiviato come “un incidente a seguito di una sbronza”: forse i medici, che non si erano insospettiti, non fecero l'autopsia al cadavere. Sul viso erano presenti dei segni di ustione da medicinale. Le tracce di liquido seminale erano state lavate da Karla, quindi l'ipotesi di stupro era lontana.
Il 27 dicembre 1990 Tammy venne sepolta. Sia Paul che Karla scrissero due biglietti per la giovane defunta, nei quali essi appaiono assai desolati per la sua morte. Il 20 luglio 1993, alla riesumazione del corpo di Tammy, all'interno della bara venne trovato un biglietto contenente l'invito a nozze per il matrimonio di Karla e Paul.

### Lo stupro di Jane
Paul, a seguito dell'omicidio, incolperà Karla di avere fatto morire il suo “giocattolo sessuale”, esigendo quindi una sostituta. Dopo alcune ricerche gli trovò il “giocattolo” ideale, un'adolescente di nome Jane, la quale assomigliava vagamente a Tammy. Questo sarebbe stato il “regalo di nozze”. Karla fece amicizia con Jane e si conquistò la sua fiducia; un giorno la invitò a casa di Paul; lei la seguì e si mise a mangiare dolci e bere molto alcol misto ad halcion, un medicinale.
Una volta addormentata, chiamò Paul, che era ignaro della sorpresa. In mezzo all'euforia costrinse la fidanzata a copulare con Jane; successivamente toccò a lui: ebbe un altro rapporto vaginale ed anale; le tolse la verginità. Il tutto fu corredato da una registrazione. Finito lo stupro, la misero a letto. Lei si svegliò il giorno dopo: sentiva dei dolori, ma non si ricordava nulla del giorno prima; sapeva solo di essersi ubriacata e addormentata. Paul rimase contento dal fatto, e pensò di sposare Homolka, nonostante non fosse più vergine.

### Il secondo omicidio; il matrimonio
L'11 giugno 1991 un giovane ragazzo di soli 15 anni di nome Christopher Evans morì a causa di un incidente stradale, assieme ad altri tre adolescenti. La comunità, sconvolta da quanto accaduto, era quindi in lutto. Una giovane ragazza coetanea di Christopher, di nome Leslie Mahaffy (5 luglio 1976-16 giugno 1991), figlia di una maestra e di un oceanografo, il 14 giugno, la sera prima del funerale del ragazzo, si recò presso l'agenzia di pompe funebri per la veglia in compagnia di altri ragazzi. Durante la cerimonia cercò di consolare i suoi amici e, dopo l'evento, assieme ad un gruppo di ragazzi, si recò nel bosco per bere. Alle 2.00 del mattino del 15 giugno si recò presso casa sua assieme a questi ultimi, con l'obiettivo di trascorrere ancora un po' di tempo insieme, ma accidentalmente si chiuse fuori di casa dalla porta sul retro; ciò risultò essere un problema per la giovane Leslie, in quanto i suoi genitori avevano chiuso la porta principale perché stanchi del comportamento ribelle della ragazza.
La giovane, infatti, nonostante fosse una ragazza gentile e avesse un buon rapporto con il fratellino Ryan e con i suoi genitori, pare conducesse una vita sregolata rubando talvolta nei negozi (venne colta in reato di taccheggio in un minimarket per 3 volte durante i mesi di marzo e aprile 1991) e marinando la scuola. Secondo alcuni, a volte si dava al “sesso facile”, andava molto a spasso con gli amici e tornava a casa tardi. Quella sera era uscita di casa promettendo che sarebbe tornata a casa entro le 23, ma i suoi genitori, vedendo che a quell'ora la giovane non era ancora tornata, decisero di farle imparare la lezione chiudendole la porta principale. La ragazza, allora, disse ai suoi amici di non preoccuparsi e che avrebbe risolto la situazione abbastanza in fretta. Si recò presso un telefono pubblico e chiamò a casa di una sua amica allo scopo di non svegliare i suoi genitori e di dormire da lei, per poi andare insieme al funerale di Chris il giorno dopo. Rimase al telefono fino alle 2.30 senza però riuscire nel suo intento, decidendo allora di tornare presso la sua abitazione e di svegliare la madre, pur di non rimanere fuori al buio.
Fu proprio in quel momento che Bernardo, intento a rubare delle targhe di automobili per il contrabbando di sigarette, incontrò Leslie, invitandola a salire in macchina per prendere una sigaretta. Entrata nell'abitacolo, iniziò a minacciarla e le fece coprire bene gli occhi con una felpa, e la condusse a casa sua, dove lo attendeva Karla; la casa distava 53 km. Portata nell'appartamento, le bendò gli occhi e, tra sue le urla e le canzoni di Bob Marley e David Bowie, iniziò a sodomizzarla; lo stupro fu nuovamente filmato con una fotocamera. Secondo i due assassini, alla giovane venne dato un orsetto di peluche per sostenere le aggressioni. Intanto, la mattina del 15 giugno, al funerale di Chris Evans, la madre, non trovando Leslie in chiesa chiamò la polizia. La ragazza non si presentò nemmeno a scuola il 17 giugno (il giorno dopo la sua morte), dove avrebbe dovuto sostenere un esame di matematica. Gli amici pensarono che non fosse pronta, nonostante avesse detto ai suoi amici l'opposto.
Durante la notte tra il 15 e il 16 giugno, dopo che venne tenuta come ostaggio per ben 24 ore, Leslie venne drogata da Paul con alte dosi di Halcion (la stessa droga che venne usata da Bernardo per sodomizzare Tammy) e successivamente strangolata con un cavo elettrico. Tuttavia riuscì nel suo intento solo ad un secondo tentativo, dopo che durante la prima la giovane perse solamente i sensi. Il cadavere venne quindi nascosto in cantina. Secondo altre dichiarazioni, Bernardo disse che, mentre egli si trovava fuori dalla stanza, intento a preparare l'auto dove avrebbe liberato Leslie, la giovane morì per le eccessive dosi di droga. Disse inoltre che prima era viva, e se ne accorse quando la prese in braccio per caricarla in macchina. Fu allora che sia lui che Homolka entrarono nel panico e tentarono di farle la respirazione artificiale, senza però successo.
La mattina dopo la coppia invitò a cena i genitori di Homolka e la sorella Lori, e per poco non venne scoperto il cadavere di Leslie. La madre di Karla, infatti, aveva intenzione di scendere giù in cantina per prendere delle patate. Paul si offrì per non scomodare la suocera, e la scoperta venne evitata. Dopo che la famiglia di Karla se ne andò, la coppia recuperò il cadavere e Paul smembrò il corpo con una sega circolare in una tenda di plastica; i vari pezzi vennero mescolati con del cemento e "smaltiti" nel lago Gibson.
Nei giorni successivi all'omicidio, i genitori di Leslie continuarono a pensare che la figlia fosse scappata, tant'è che il 18 giugno sua madre Debbie autorizzò l'arresto di sua figlia in caso di allontanamento volontario. Quando, due settimane dopo la scomparsa della giovane, al compleanno della madre, la figlia non si fece sentire, i genitori erano convinti che Leslie non avesse (o non potesse avere) l'intenzione di chiamarli, senza preoccuparsi di dar loro informazioni. Pochi mesi prima era scappata di casa per due settimane e venne ritrovata in una stanza d'albergo in compagnia di un ragazzo più grande di lei, entrambi sotto effetto di stupefacenti.
Gli amici della ragazza, i quali parteciparono alla veglia, diedero molte informazioni utili agli inquirenti. Gran Vanderveek, il fidanzato di Leslie, litigò con la giovane alle 4 del pomeriggio del 14 giugno per non essere passato a trovarla a casa: vide successivamente la ragazza intenta a consumare un hamburger poco dopo nel centro commerciale della zona. Martian McSweeny, un suo amico, passò con lei la sera della veglia funebre; assieme si recarono con il gruppo di ragazzi presso il bosco per bere. Martian inoltre non vide Leslie preoccupata alle 2 quando si accorse di aver saltato il coprifuoco che le fu imposto dai suoi genitori. L'ultima testimone fu Amanda, l'amica cui Leslie telefonò presso la cabina pubblica alle 2.30 per andare a dormire, senza però avere successo. Quando Martian non la vide al funerale, tuttavia non si allarmò, in quanto convinta che Leslie si fosse cacciata in qualche guaio con i genitori.
Il 29 giugno, una coppia in canoa scoprì nel lago i pezzi di cemento, i quali erano stati preparati male e, se aperti, mostravano delle parti del corpo. In alcune ore la polizia recuperò una spalla, un piede e un torso; il cadavere fu ricomposto; attraverso l'apparecchio dentale riuscirono ad identificarlo come quello di Leslie. Lo stesso giorno Paul e Karla si sposarono, con un matrimonio sontuoso e con 150 ospiti. I genitori di Karla non poterono versare una grande somma di denaro per il matrimonio di loro figlia in quanto vennero già spesi per il funerale di Tammy pochi mesi prima. Il padre di Karla brindò durante il taglio della torta in memoria della figlia, ma Karla cambiò velocemente argomento per brindare agli sposi. Karla aveva 21 anni e Paul quasi 27.

### Il tentato omicidio
Un giorno Karla, dopo aver invitato ancora Jane, della quale aveva ormai conquistato la fiducia, provò ad ucciderla pur di compiacere Paul, ma lui la fermò e la minacciò di divorziare. Lo sposo, rimasto senza vittime da stuprare, ripiegò su una ragazza americana consenziente. Dopo che ripartì dal Canada per andare negli Stati Uniti, rimase nuovamente a mani vuote. Vedendo che la tensione si stava accumulando, Karla decise di procurare un altro “giocattolo” per Paul: ci teneva che non divorziasse, gli rivolgeva una grande attenzione.

### Il terzo omicidio
Circa 10 mesi dopo l'omicidio di Leslie, il 16 aprile 1992, la coppia individuò la terza vittima nel parcheggio della chiesa di St. Catharine: era una ragazza canadese quasi 16enne di nome Kristen French (10 maggio 1976-19 aprile 1992). Dopo la tragica morte di Leslie, Kristen diceva a tutte le sue amiche di non fidarsi degli sconosciuti e di prestare attenzione a chiunque.
Quel giorno Kristen stava passeggiando da sola per strada, quando Karla, alla guida della sua macchina, uscì dall'abitacolo con una mappa in mano e si avvicinò alla ragazza, dicendole di essersi persa. Mentre le chiedeva delle informazioni stradali, le puntò addosso un coltello e la costrinse a salire in macchina. In quel momento Paul scese dalla macchina e salì dietro, riuscendo così a tenere sotto controllo Kristen, minacciandola che le avrebbe tagliato la gola. La ragazza venne bendata ed ammanettata e portata nella loro casa, dove vennero staccati i telefoni e chiuse porte e finestre. Alcuni testimoni assistettero alla scena, ma non capirono bene cosa stesse succedendo (altri dissero di aver visto la ragazza a bordo di una macchina Camaro, totalmente differente rispetto a quella di Karla).
Dopo l'arrivo in casa, Paul la violentò. Dalle registrazioni pervenute si vede che arrivò al punto da orinarle in faccia e schiaffeggiarla con il pene, inserendogli una bottiglia di vino nell'ano, almeno per 40 volte. Kristen, pensando che sarebbe sopravvissuta, si piegò al loro volere. Dopo lo stupro, Paul uscì di casa per 30 minuti e Kristen scongiurò Karla di risparmiare la vita. Ma lei decise di non aiutarla, in quanto i coniugi avevano agito a viso scoperto e la ragazza sarebbe stata un testimone abbastanza scomodo, avendo visto sia la casa che il cane della coppia. Dopo che Paul tornò a casa, accese la televisione, nella quale apparve l'edizione straordinaria del telegiornale dove venne lanciato un appello del padre della ragazza, il quale scongiurava i rapitori di risparmiare sua figlia e di riportarla a casa sana e salva.
Paul cambiò canale e continuò a stuprare la ragazza, torturandola per circa altri tre giorni. Il 19 aprile, Karla si ricordò dell'invito dei genitori al pranzo di Pasqua e decise di andare con suo marito, non prima però che Paul girasse un altro video con la ragazza. Dopo l'ennesima violenza sessuale, la ragazza venne legata con un cavo elettrico che le strinse anche il collo, morendo così soffocata. Pare che venne presa anche a martellate mentre provava a fuggire. Non si è mai riusciti a capire chi dei due l'avesse realmente uccisa (vennero infatti poi raccontate due versioni assai contrastanti: Paul sostenne infatti che mentre era fuori casa, Kristen provò a fuggire e Karla la colpì ed in seguito la strangolò, mentre la moglie raccontò che fu lui ad uccidere la ragazza, strangolandola la mattina di Pasqua). 
Il cadavere fu spogliato, pulito dello sperma di Paul, rasato per non lasciare tracce del tappeto, e buttato ancora integro in una fossa a Burlington, situata a 45 minuti da St. Catherines. Venne ritrovato dalla polizia alcuni giorni dopo, il 30 aprile; era stato lavato e i capelli le erano stati tagliati per impedirne l'identificazione. Venne ritrovato molto vicino al cimitero dove venne sepolta Leslie, 9 mesi prima. Le autorità non collegarono gli omicidi tra loro e pensarono che fossero opera di assassini differenti e non di un assassino seriale perché Kristen non venne fatta a pezzi. I testimoni dissero alla polizia di averla avvistata l'ultima volta al parcheggio della chiesa, dove una donna la costrinse a salire su una macchina; quando gli chiesero il modello, loro si ricordavano "una Camaro" e non una Oro Nissan 240SX. In ogni caso, venne presa la targa.

## La fine

### Le indagini
Dal 1987, mentre Paul si dedicava agli stupri di Scarborough, il detective Steve Irwin e la polizia aprirono le indagini. Nel Natale dello stesso anno, una ragazza stuprata fornì l'identikit dell'aggressore, unico per tutti gli stupri: era quello di Paul Bernardo. L'identikit non venne diffuso. Successivamente trovarono anche il modello della sua auto: era sempre quella di Paul.
Nel maggio 1990 venne diffuso l'identikit con la stampa: chiunque avesse trovato lo “stupratore di Scarborough”, avrebbe ricevuto 150.000$ di ricompensa; all'incirca nel novembre dello stesso anno molti amici riferirono alla polizia che l'uomo descritto nell'identikit aveva una forte somiglianza con Paul. La manovra rese le indagini più lunghe e difficoltose perché arrivarono molte segnalazioni. Tra di esse si contava quella del direttore della banca per cui lavorava Paul, la quale però si perse in mezzo all'intricata matassa.
In laboratorio arrivò anche lo sperma dello stupratore; 230 sospetti vennero chiamati per gli esami: tra di essi c'era Paul. Lo sperma coincideva con quello di 5 persone, tra cui lui. Intanto, forse vedendo che le indagini si erano intensificate, lui aveva smesso di stuprare; vista la pausa, gli agenti rinviarono il caso all'aprile 1992.
Sfuggì alla polizia molte volte, nonostante avesse tutte le prove contro. Si spostò a vivere a San Catharines, dove commise i delitti. Aveva cambiato nome, da “Paul Kenneth Bernardo” a “Paul Teale”; il cognome lo trovò guardando un film. L'FBI intervenne dopo il terzo omicidio: dopo un po' di tempo, identificò Bernardo come il proprietario dell'auto dell'assassino. La polizia lo convocò per l'interrogatorio, che arrivò a un nulla di fatto. Nel 1992 venne riaperta la pratica dell'analisi dello sperma; le analisi tardarono molto e, invece di concludersi subito, finirono nel febbraio 1993: ricomparve per l'ennesima volta Paul. Il detective Irwin non lo volle arrestare, ma lo mise sotto sorveglianza.

### Il divorzio; l'arresto
Nel 1992 Bernardo aveva ricominciato a picchiare la moglie. I genitori di Karla la costrinsero a divorziare il 5 gennaio 1993 dopo che videro che era stata pestata con una torcia e aveva riportato varie lesioni alle costole; lei fino all'ultimo aveva taciuto: erano stati i colleghi di lavoro che avevano avvertito i genitori dopo che l'avevano vista in un pessimo stato. Karla si trasferì in un altro luogo.
Gli agenti di polizia arrivarono a lei e la convocarono per alcuni interrogatori, durante i quali non parlò mai. Si confidò però con un suo zio, che chiamò la polizia, con la quale finalmente la ragazza cominciò a collaborare in cambio di uno sconto di pena. Il 17 febbraio 1993, dopo alcuni giorni di sorveglianza, Paul fu finalmente arrestato. Il 19 febbraio, durante la perquisizione di casa sua, gli agenti trovarono un diario e sei filmati che documentavano le violenze sessuali ai danni delle ragazze assassinate; solo allora Jane scoprì di essere stata violentata nel sonno.

### Il processo
Nel 1995 i due vennero processati: Homolka fu condannata a scontare 12 anni di carcere per complicità e altri reati minori; il 1º settembre Bernardo fu condannato all'ergastolo per tre omicidi e quindici stupri (secondo la moglie, sarebbero in realtà più di 30); è stato incarcerato in una piccola cella d'isolamento nel Penitenziario di Kingston. La sua casa fu demolita ed il terreno venduto. Karla avrebbe potuto essere liberata sulla parola tre anni dopo, nel 1996, ma il tribunale stabilì che, nonostante avesse avuto una buona condotta, poteva ancora essere pericolosa.

### Destini separati
Homolka fu rilasciata il 4 luglio 2005. Qualche mese dopo le furono tolte 14 restrizioni sulla libertà. L'anno successivo non le permisero di cambiare nome in Emily Tremblay. Nello stesso anno negli USA uscì un film biografico sulla coppia che scatenò molte polemiche. Successivamente la donna si è risposata con un altro uomo nel 2007 ed ha avuto dei figli. Bernardo invece si trova tuttora in carcere.

## Paul Bernardo e Karla Homolka nei media
- Karla, film del 2006 di Joel Bender, racconta della coppia Bernardo-Homolka; Laura Prepon interpreta Karla Homolka e Misha Collins Paul Bernardo.
- L'episodio Una dolce morte di CSI - Scena del crimine è liberamente ispirato a questo caso.